# أنتونيو جوزيه كونسيساو أوليفيرا
أنتونيو جوسيه كونسيكاو أوليفيرا الشهير باسم توني (14 أكتوبر 1946

في أناديا) (باللغة البرتغالية António José Conceição Oliveira) لاعب كرة قدم برتغالي معتزل كان يجيد اللعب في خط الوسط .

## المسيرة الرياضية

### اللاعب
بدأ توني مسيرته الرياضية ناشئا في نادي ساليسيانوس دي موغوفوريس ثم انتقل إلى نادي أناديا . عندما بلغ من العمر 17 سنة انضم إلى نادي أكاديميكا كويمبرا بعدما اقتنع المدرب آنذاك ماريو ويلسون بموهبته . ساهم في تأهل النادي إلى المباراة النهائية لبطولة كأس البرتغال موسم 1966/1967 ولكنه خسر من نادي فيتوريا سيتوبال بعد تمديد الوقت . في 9 يونيو 1968 انتقل إلى نادي بنفيكا مقابل 1.305 مليون إسكودو برتغالي . استطاع أن يتألق في صفوف نادي بنفيكا وأن يصبح أحد أهم لاعبيه في تاريخه . تم اختياره أفضل لاعب برتغالي في سنة 1972 .
شارك في 33 مباراة دولية مع منتخب البرتغال من 12 أكتوبر 1969 بالخسارة من منتخب رومانيا 0/1 ضمن تصفيات كأس العالم لكرة القدم 1970 إلى 8 مارس 1978 بالخسارة أيضا من منتخب فرنسا 0/2 وديا .
شارك في بطولة كأس استقلال البرازيل سنة 1972 التي أقيمت بمناسبة مرور 150 سنة على الاستقلال . في الدور الأول استطاع منتخب البرتغال أن يتصدر المجموعة الثانية متغلبا على منتخبات تشيلي ، إيرلندا ، الإكوادور ، وإيران . جدد منتخب البرتغال مستواه العالي بوجود توني وتصدر المجموعة الثانية في الدور الثاني بعد الفوز على منتخبي الأرجنتين والاتحاد السوفييتي والتعادل مع منتخب الأوروغواي . في المباراة النهائية فشل توني في تجنيب منتخب بلاده الخسارة من منتخب البرازيل المستضيف بنتيجة 0/1 .
في نهاية موسم 1980/1981 قرر توني اعتزال لعب كرة القدم بشكل نهائي وهو بقميص نادي بنفيكا .

## المدرب
تولى تدريب أندية بنفيكا (3 فترات متباعدة) ، بوردو الفرنسي ، إشبيلية الإسباني ، بنفيكا مجددا، منتخب الإمارات ، الاتفاق السعودي، الشارقة الإماراتي ، شينيانغ جيندي الصيني، والأهلي المصري ، جده السعودي وتراختور.

## روابط خارجية
- أنتونيو جوزيه كونسيساو أوليفيرا على موقع الاتحاد الأوربي (الإنجليزية)
- أنتونيو جوزيه كونسيساو أوليفيرا على موقع قاعدة بيانات كرة القدم.إي يو (الإنجليزية)
- أنتونيو جوزيه كونسيساو أوليفيرا على موقع ناشيونال فوتبول تيمز (الإنجليزية)
- أنتونيو جوزيه كونسيساو أوليفيرا على موقع Soccerway.com (الإنجليزية)
- أنتونيو جوزيه كونسيساو أوليفيرا على موقع عالم كرة القدم.نت (الإنجليزية)